# Dorcadion ispartense
Dorcadion ispartense är en skalbaggsart som beskrevs av Stefan von Breuning 1960. Dorcadion ispartense ingår i släktet Dorcadion och familjen långhorningar. Inga underarter finns listade i Catalogue of Life.